# جادوگر (سرزمین میانه)

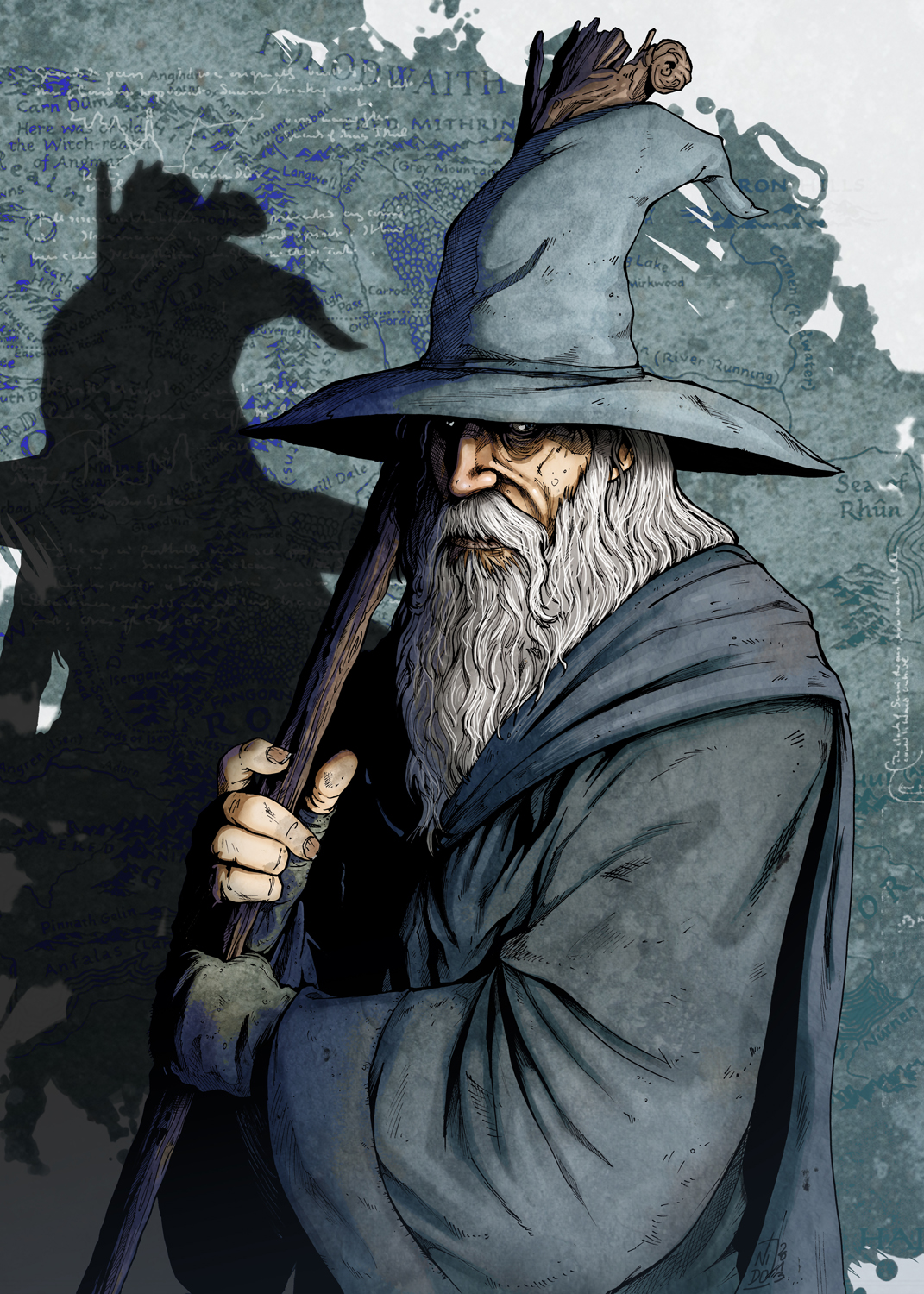
جادوگرانی مانند گندالف مایار بودند اما شکل انسان‌ها را داشتند.

جادوگران یا ایستاری (انگلیسی: Istari) در ادبیات داستانی جی. آر. آر. تالکین موجودات فرشته‌وار قدرتمندی، یعنی مایا، بودند. آن‌ها از سوی والار (در واقع توسط خالق یگانه ارو ایلوواتار در اعصار اولیه) در عصر سوم به سرزمین میانه فرستاده شدند و آن‌جا به شکل انسان‌ها درآمدند.
دو جادوگر، گندالف خاکستری و سارومان سفید، تا حد زیادی نماینده این آیین هستند، اگرچه جادوگر سومی، راداگاست، برای مدت کوتاهی ظاهر می‌شود. سارومان به عنوان رهبر شورای سفید منصوب می‌شود، اما بعداً وسوسه قدرت می‌شود. او خدمتکار ارباب تاریکی سائورون خواهد شد. گندالف بی وقفه به یاران حلقه در تلاش برای نابودی حلقه یگانه و شکست سائورون کمک می‌کند. در حالی که سارومان سقوط می‌کند و نابود می‌شود، گندالف برمی‌خیزد و مقام سارومان به عنوان جادوگر سفید را می‌گیرد. گندالف در ظاهر سرگردانش به خدای نورس اودین شباهت دارد. او به عنوان یک موجود فرشته‌ای و شخصیت عیسی توصیف شده‌است.
هر سه جادوگر در سه‌گانه‌های سینمایی ارباب حلقه‌ها و هابیت ساختهٔ پیتر جکسون حضور دارند. مفسران بیان کرده‌اند که جادوگران در رمان‌های تالکین از نظر فیزیکی بیشتر و از نظر روحانی کمتر عمل می‌کنند.

## مایار
جادوگران سرزمین میانه مایار هستند؛ ارواحی مانند والار اما دارای قدرت کمتری نسبت به آن‌ها. جادوگران در ظاهر مانند انسان‌ها هستند اما در مقایسه با آن‌ها از قدرت فیزیکی و ذهنی بیشتری برخوردار هستند. آن‌ها از سوی الف‌ها، ایستاری (در کوئنیا به‌معنای «خردمند») نامیده می‌شوند. آن‌ها از سوی والار فرستاده شدند که به مردم آزاد سرزمین میانه در عصر سوم کمک کنند تا بتوانند با ارباب تاریکی سائورون (مایای سقوط‌کرده و با قدرت عظیم) مقابله کنند.

### اولیه
1. ↑  (Tolkien 1980), "The Istari"

### ثانویه
1. ↑  Stanton, Michael N. (2013) [2007]. "Wizards".  In Drout, Michael D. C. (ed.). J.R.R. Tolkien Encyclopedia: Scholarship and Critical Assessment. Routledge. pp. 709–710. ISBN 978-0-415-86511-1.